# Sperlinga
Sperlinga (en gallo-italique Sperrënga) est une commune italienne de la province d'Enna dans la région Sicile.

## Histoire
Le fondateur de tout le village de Sperlinga était le prince Giovanni Natoli en 1597, avant Sperlinga était seulement un château défensif.

### La bataille pour Sperlinga et l'image emblématique de l'avancée des troupes américaines
Au cours de la Seconde Guerre mondiale, dans la nuit du 9 juillet 1943, les troupes alliées débarquent en Sicile (Opération Husky).
Le 27 juillet 1943, les forces américaines avec l'infanterie et les Goumiers atteignent Sperlinga et Nicosia, le jour suivant le 16e Régiment entre à Sperlinga. Les alliés ont remporté une rude bataille contre les Allemands à l'intérieur de l'ancien château de Sperlinga. Dans le village médiéval de Sperlinga a été prise la photo de Robert Capa montrant un paysan sicilien indiquant à un Ranger du 16e Régiment d'infanterie la direction vers laquelle les troupes allemandes étaient parties.

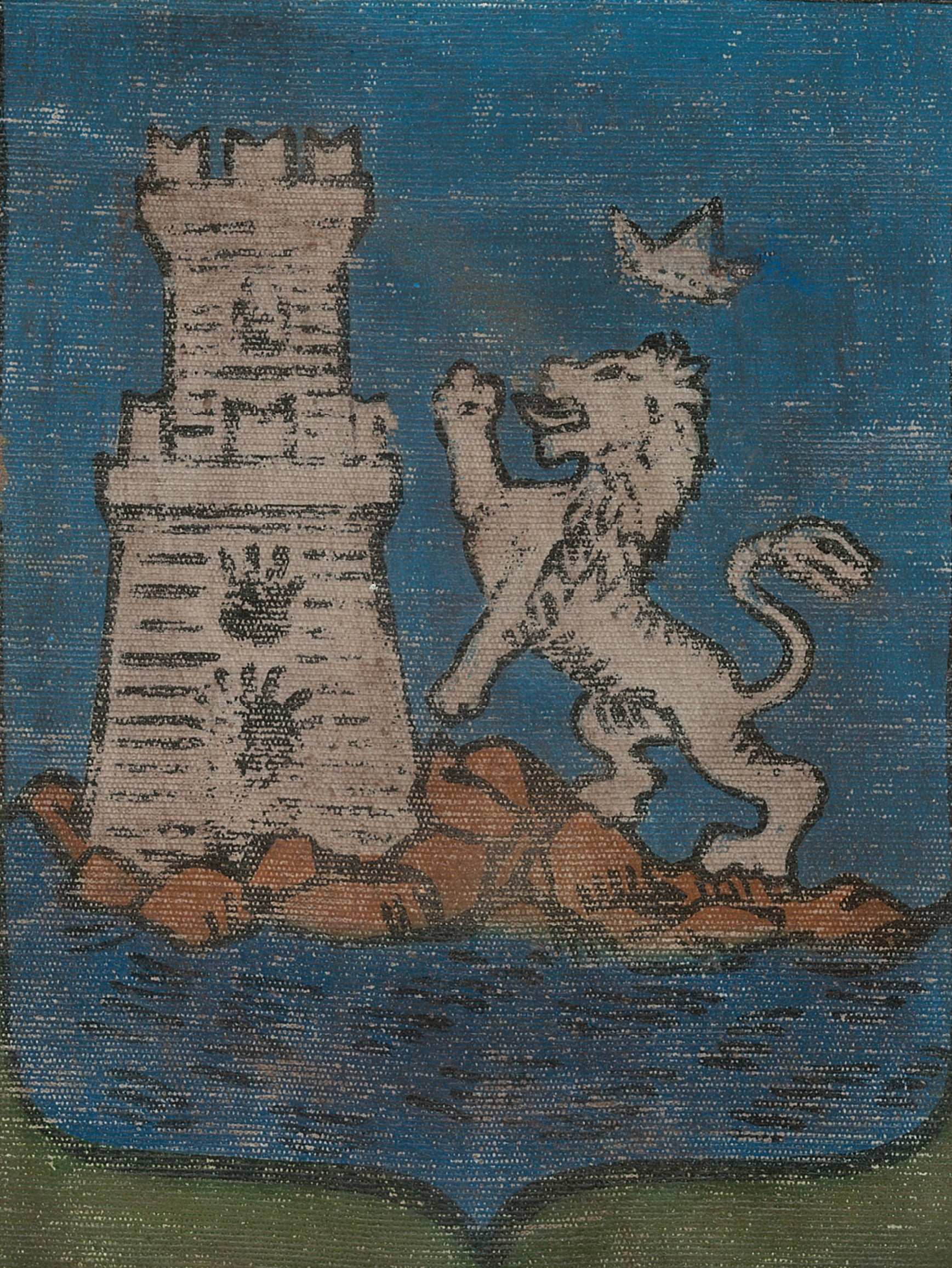
Armoiries du prince de Sperlinga Gianforte Natoli.
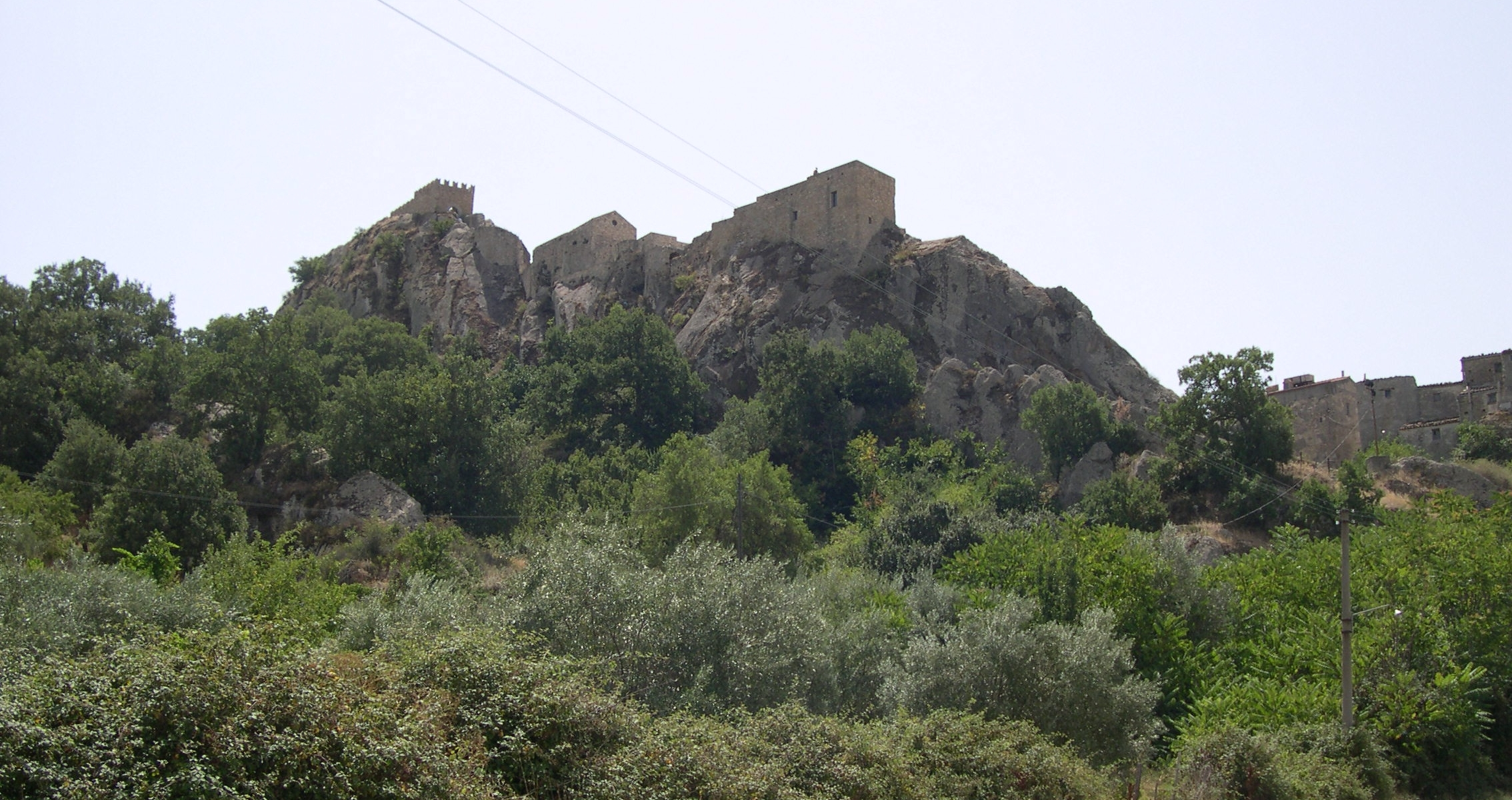
Le château de Sperlinga.
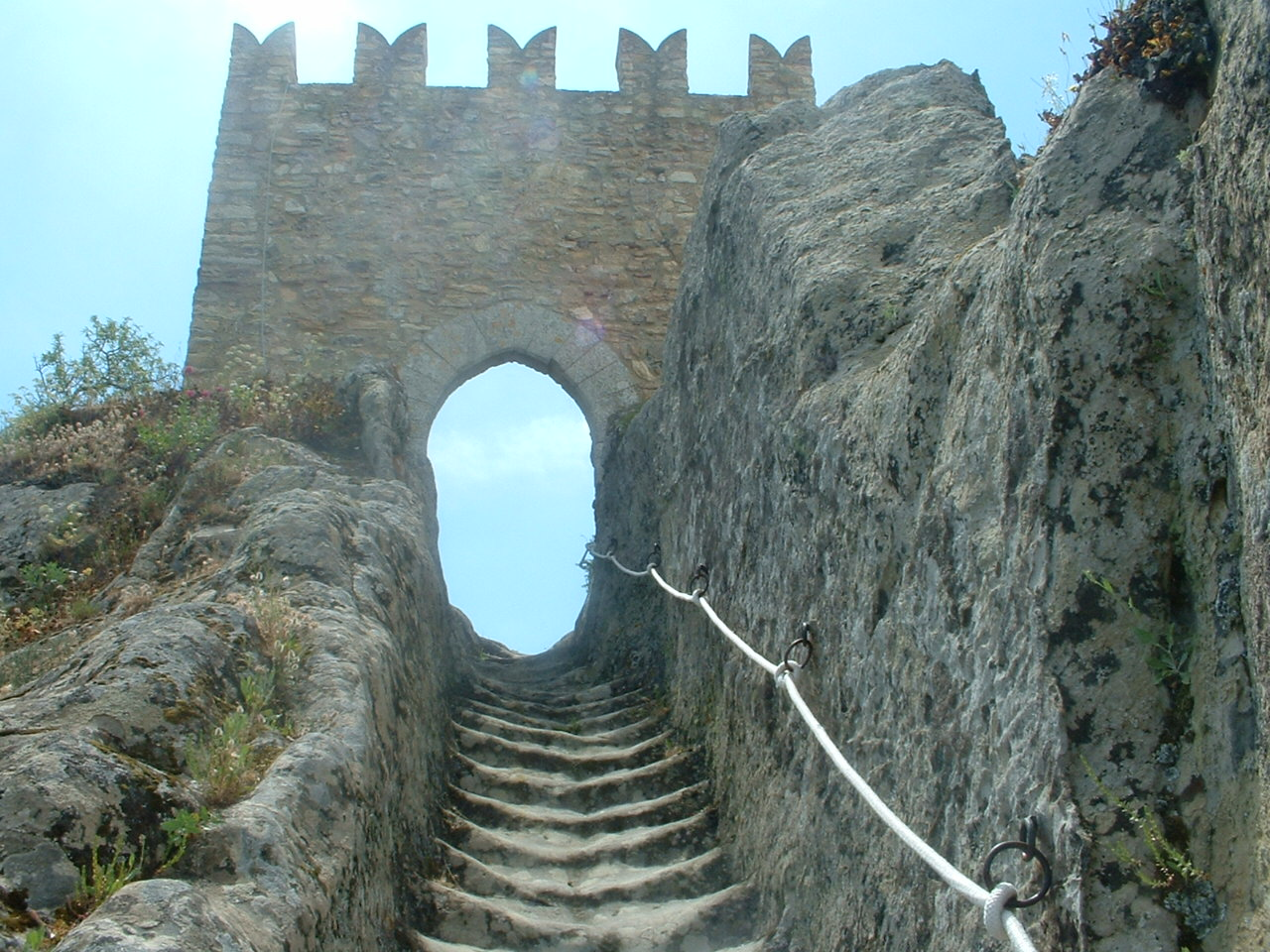
La tour du château de Sperlinga.
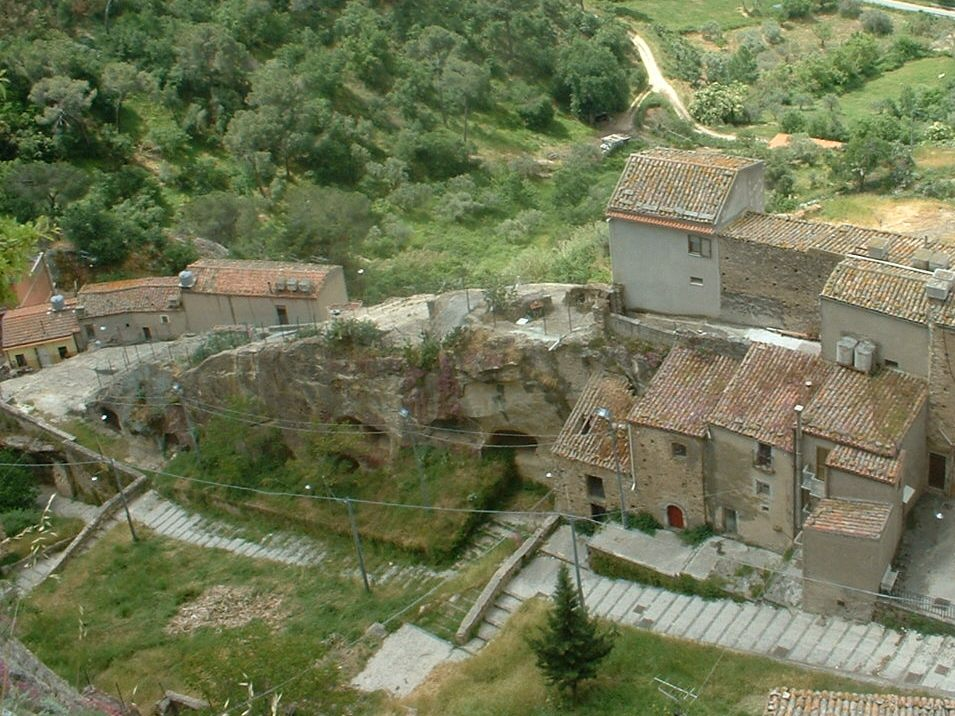

## Administration
| Période                                  | Période | Identité | Étiquette | Qualité |
| ---------------------------------------- | ------- | -------- | --------- | ------- |
|                                          |         |          |           |         |
| Les données manquantes sont à compléter. |         |          |           |         |

### Communes limitrophes
Gangi, Nicosia